# ウルトラシリーズのすべて
『ウルトラシリーズのすべて』は、2002年から2010年までCS衛星放送「ファミリー劇場」で、「ウルトラシリーズ」の番組開始直前に放送されていた情報番組である。

## ナビゲーター
- 市瀬秀和（『ウルトラマンコスモス』フブキ隊員、ウルトラマンエース編まで）
- 五藤圭子（『ウルトラマンネクサス』平木詩織、帰ってきたウルトラマン編インタビュア）
- 鈴木繭菓（『ウルトラマンコスモス』森本綾乃隊員役、ウルトラマンタロウ編以降）

## 放送時間
- 毎週日曜日（ウルトラマンエース編まで） 20：00 - 20：30
- 毎週木曜日（ウルトラマンエース編まで） 20：00 - 20：30

（ファミリー劇場で放送されている「ウルトラシリーズ」と同じ時間）

## 出演ゲスト
- ウルトラQ編
- ウルトラマン編：毒蝮三太夫（アラシ隊員）
- ウルトラセブン編：橋本洋二（『ウルトラセブン』から『ウルトラマンレオ』まで プロデューサー）
- 帰ってきたウルトラマン編：井波ゆき子（第44話・広田あかね〈ケンタウルス星人〉）
- ウルトラマンA編：高峰圭二（北斗星司）
- ウルトラマンタロウ編：篠田三郎（東光太郎）
- ウルトラマンレオ編：真夏竜（おゝとりゲン）
- ザ☆ウルトラマン編：柴田秀勝（ゴンドウ大助キャップ）
- ウルトラマン80編：長谷川初範（矢的猛）